# Абака (рослина)
Абака́ або текстильний банан (Musa textilis) — багатолітня трав'яниста рослина роду бананів, батьківщиною якої є Філіппіни. Також вирощується на островах Борнео і Суматра. Місцеве населення інколи називає його Бак-Бак (BacBac). Рослина має велике економічне значення, бо з його листя виробляється легке і міцне волокно, відоме як манільське прядиво. Це волокно широко використовується для створення мотузок, морських канатів і риболовних сітей.
В середньому, рослина досягає 6 метрів заввишки. Вона вперше почала культивуватися у великому масштабі на Суматрі в 1925 році, на територіях під голландським контролем, після того, як голландці помітили його культивування у Філіппінах для виробництва мотузок. Після цього почалося вирощування і в Центральній Америці, яке просував американський Відділ сільського господарства, та з 1930 року в Британському Північному Борнео.